# Piero Bevilacqua

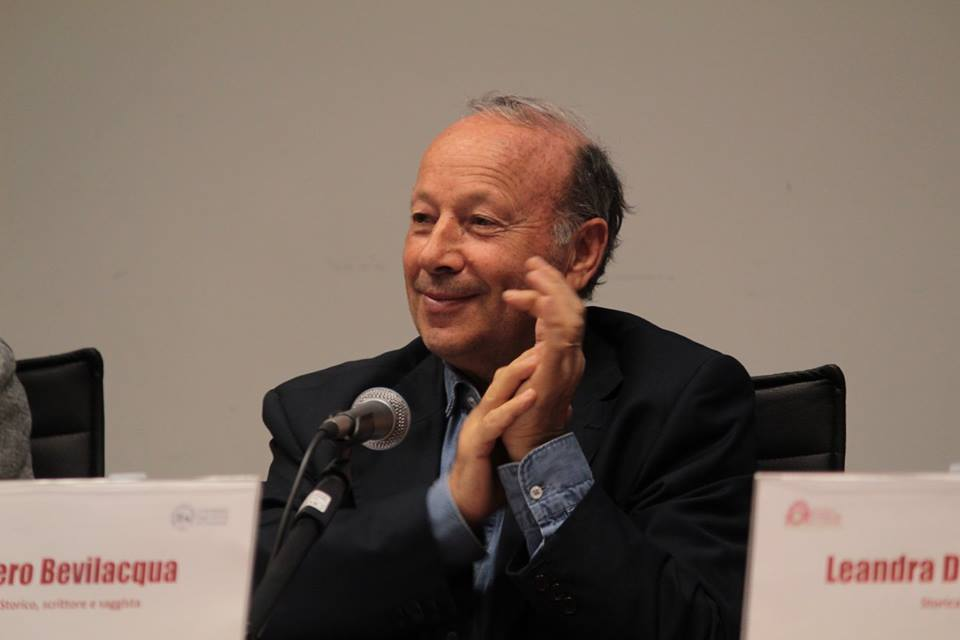
Piero Bevilacqua

Piero Bevilacqua (Catanzaro, 1944) è uno storico, scrittore e saggista italiano.

## Biografia
Si laureò in Lettere con Alberto Asor Rosa all'università La Sapienza di Roma, dove fu poi Professore ordinario di storia contemporanea; in precedenza ha anche insegnato negli atenei di Salerno e di Bari.
Dopo aver partecipato al gruppo redazionale della rivista Laboratorio politico (1981-1983), nel 1986 ha fondato l'Istituto meridionale di Storia e di Scienze sociali (Imes), che tuttora presiede, e la rivista Meridiana, di cui è direttore.
Tra le sue opere più note, spiccano Le Campagne nel Mezzogiorno tra fascismo e dopoguerra: il caso Calabria (Einaudi, Torino 1980), il saggio Breve storia dell'Italia meridionale dall'Ottocento ad oggi(Donzelli, Roma 1993), i volumi su Venezia e le acque: una metafora planetaria (Donzelli, Roma 1995) e su Demetra e Clio. Uomini e ambiente nella storia (Donzelli, Roma 2001), La mucca è savia. Ragioni storiche della crisi alimentare europea (Donzelli, Roma 2002) e La terra è finita. Breve storia dell'ambiente (Laterza, Roma-Bari 2006).
Fra le opere da lui curate, si segnalano: Le bonifiche in Italia dal Settecento ad oggi con Manlio Rossi Doria e uscito per Laterza nel 1984; i tre volumi sulla Storia dell'Agricoltura italiana in età contemporanea, editi fra il 1989 e il 1991 dalla casa editrice Marsilio; assieme ad A. Placanica il volume sulla Calabria del 1985 per la collana einaudiana della «Storia d'Italia»; unitamente ad A. De Clementi e ad E. Franzina, i volumi I e II della Storia dell'Emigrazione italiana, usciti, rispettivamente nel 2001 e 2002, per l'editore Donzelli.
Si candida alle elezioni europee del 2019 con la lista La Sinistra nella circoscrizione Italia meridionale, senza risultare eletto.

## Opere
- La promessa in Il Manifesto n. 1, 1964.
- Levi: due saggi in Il Manifesto, 1964
- Prefazione a G. Lamanna, Pagine di lotta meridionalista, Arti Grafiche Stella del Mare, Cirò Marina 1965
- Un anno di lotte in Calabria in Contropiano n. 3, 1968.
- Agricoltura e capitalismo in Contropiano n. 2, 1969.
- Alcune ipotesi sul sottosviluppo meridionale in Contropiano n. 3, 1969.
- Salvemini o dell'ideologia meridionalistica in Contropiano n. 2, 1970.
- Critica dell'ideologia meridionalista: Salvemini, Dorso, Gramsci, Marsilio, Padova 1972.
- La condizione di lavoro nel Mezzogiorno in Riforma della scuola n. 4, 1972.
- Storia della questione meridionale, Editrice Sindacale Italiana, Roma 1974.
- Il Mezzogiorno tra ideologia e storia: trent'anni di antologie sulla questione meridionale in Studi Storici n. 2, 1976.
- Prefazione a P. Tino, L'industria salernitana nella crisi del '29: prime ricerche, P. Laveglia, Salerno 1978.
- Le campagne del Mezzogiorno tra fascismo e dopoguerra: il caso della Calabria, Einaudi, Torino 1980.
- Dopoguerra, campagne, Mezzogiorno in Studi Storici n. 4, 1980.
- Gli archivi provinciali per la storia contemporanea in Rivista Storica Calabrese n. 1-2, 1980.
- 1945: luci ed ombre del movimento contadino in Rivista Storica Calabrese n. 3-4, 1980.
- Pasquale Turiello, Governo e governati in Italia (a cura di P. Bevilacqua), Einaudi, Torino 1980.
- Calabria fra antropologia e storia in Studi Storici n. 3, 1981
- Catastrofi, continuità, rotture nella storia del Mezzogiorno in Laboratorio Politico n. 5-6, 1981.
- Emigrazione transoceanica e mutamenti dell'alimentazione contadina calabrese fra Otto e Novecento in Quaderni Storici n. 47, a. XVI, fasc. II, 1981.
- Lineamenti teorici e contenuti ideologici della storiografia politica sul Mezzogiorno (con E. Fano) in Atti del seminario Mezzogiorno e contadini: trent'anni di studi, Roma 4-5 aprile 1981 (a cura dell'Istituto romano per la storia dell'Italia dal fascismo alla resistenza), ciclostilato, Roma 1981.
- Origine e peculiarità dell'organizzazione comunista nel Mezzogiorno: 1921-1926 in Annali della Fondazione Giangiacomo Feltrinelli, 1981.
- Terra nuova e buoi rossi in Studi Storici n. 2, 1982.
- Agricoltura e storia delle campagne nel Mezzogiorno d'Italia in Studi Storici n. 3, 1982.
- La storia tra ricerca di identità e conoscenza in Laboratorio Politico n. 5-6, 1982.
- L'intervento straordinario e il nuovo divario nord-sud in Italia moderna: immagini e storia di un'identità nazionale; 3. Guerra, dopoguerra, ricostruzione, decollo, Electa, Milano 1983
- Quadri mentali, cultura e rapporti simbolici nella società rurale del Mezzogiorno in Italia Contemporanea fasc. 154, 1984.
- Le bonifiche in Italia dal '700 a oggi (a cura di P. Bevilacqua e M. Rossi-Doria), Laterza, Roma-Bari 1984.
- La Calabria. Storia d'Italia. Le Regioni dall'unità a oggi (a cura di P. Bevilacqua e A. Placanica), Einaudi, Torino 1985.
- Uomini, terre, economie in La Calabria. Storia d'Italia. Le Regioni dall'unità a oggi (a cura di P. Bevilacqua e A. Placanica), Einaudi, Torino 1985.
- Due agenti modificatori: lo Stato e il mercato, in F. Guglielmelli (a cura di) Alla scoperta delle identità regionali. La Calabria. Storia Cultura Prospettive, Event, Torino 1985.
- Acque e bonifiche nel Mezzogiorno nella prima metà dell'Ottocento in Studi Storici n. 2, 1986.
- Questione meridionale e storia del Mezzogiorno in Passato e presente sett.-dic. 1986.
- Terre comuni e usi civici in Calabria tra fascismo e dopoguerra in Trasformazioni delle società rurali nei paesi dell'Europa occidentale e mediterranea. Atti del congresso internazionale svoltosi a Napoli e Sorrento dal 25 al 28 ottobre 1982 (a cura di P. Villani), Guida editori, Napoli 1986.
- La bonifica nel Mezzogiorno d'Italia: alcune considerazioni in Rivista di Storia dell'Agricoltura n. 2, 1987.
- Il Mezzogiorno nel mercato internazionale: secoli 18°-20° in Meridiana n.1, 1987.
- Gli orti di Sant'Angelo in B. Mazzocca e A. Panzarella (a cura di) Cara Catanzaro, Rubbettino, Soveria Mannelli 1987.
- Introduzione alla seconda edizione in AA.VV, Catanzaro. Storia, cultura, economia, Rubbettino, Soveria Mannelli 1987.
- Il paesaggio degli alberi nel Mezzogiorno d'Italia e in Sicilia (fra XVIII e XX secolo) in Annali Cervi n. 10, 1988.
- Storia del territorio o romanzo della natura? in Meridiana n. 2, 1988.
- Storia della politica o uso politico della storia? in Meridiana n. 3, 1988.
- La transumanza in Calabria in Mélanges de l'ecole francaise de Rome fasc. 2, vol. 100, 1988.
- Il Tavoliere di Puglia: bonifica e trasformazione tra XIX e XX secolo (a cura di P. Bevilacqua), Laterza, Roma-Bari 1988.
- Acque e bonifiche nella prima metà dell'Ottocento in A. Massafra (a cura di) Il Mezzogiorno preunitario. Economia, società e istituzioni, Dedalo, Bari 1988.
- Tra Europa e Mediterraneo: l'organizzazione degli spazi e i sistemi agrari - Clima, mercato e paesaggio agrario nel Mezzogiorno - Le rivoluzioni dell'acqua. Irrigazione e trasformazioni dell'agricoltura tra Sette e Novecento in Storia dell'agricoltura italiana in età contemporanea, vol. I, Spazi e paesaggi (a cura di P. Bevilacqua), Marsilio, Venezia 1989.
- Clima, mercato , paesaggio agrario nel Mezzogiorno,  in P. Bevilacqua (a cura di) Storia dell'agricoltura italiana. Vol. I, Spazi e paesaggi, Marsilio, Venezia1989.
- Acque e terre nel Regno di Napoli in AA.VV., L'ambiente nella storia d'Italia, Marsilio, Venezia 1989.
- La dinamica degli interessi nel sistema italiano da una prospettiva meridionale in Anales de la Universidad de Alicante. Historia contemporànea, No.7 Area de Historia Contemporànea, 1989.
- Stato, culture consuetudinarie, legalità.Stato nazionale e società rurali nel Mezzogiorno in F. Andreucci e S.Pescarolo (a cura di) Gli spazi del potere. Aree, regioni, Stati: le coordinate territoriali della storia contemporanea, Casa Usher, Firenze 1989.
- Forme del paesaggio e evoluzioni dell'habitat. Alcune ipotesi in Meridiana n.10, 1990.
- La modernizzazione introvabile: un confronto sul Mezzogiorno (con A. Cestaro e B. De Giovanni) in Atti del convegno Governo della modernizzazione delle città meridionali, tenuto a Monticchio nel 1987, promosso dal Centro annali per una storia sociale della Basilicata, Calice, Rionero in Vulture 1990.
- La Sila e il Marchesato e Gioia e la Piana in Attraverso L'Italia. La Calabria (a cura di A. Placanica), Touring Club Italiano, Milano 1990.
- Manlio Rossi-Doria, Gli uomini e la storia: ricordi di contemporanei (a cura di P. Bevilacqua), Laterza, Roma-Bari 1990.
- Storia dell'agricoltura italiana in età contemporanea (a cura di P. Bevilacqua), 3 vol., Marsilio, Venezia, 1991.
- Testo guida: Corso di aggiornamento per insegnanti delle scuole medie superiori realizzato, vol. 1, in Come si è trasformato il Mezzogiorno. Materiali multimediali per l'insegnamento della storia contemporanea (a cura di Imes, Formez, Università La Sapienza di Roma), Imes, 1991.
- Una scelta di classe in  AA.VV., Vecchio Galluppi.Un liceo,una città, Rubbettino, Soveria Mannelli 1991.
- Terra del grano, terra degli alberi: l'ambiente nella storia del Mezzogiorno, Calice, Rionero in Vulture 1992.
- Imprenditori (con G. Anania e D. Cersosimo), vol. 2, in L'Italia estrema: impresa, politica e famiglia nella società calabrese (a cura di A. Boschiero e A. Levato), CGIL Ufficio Formazione, Roma 1992.
- La mafia la Spagna in Meridiana n. 13, 1992.
- Introduzione a V. Cappelli, Il fascismo in periferia: il caso della Calabria, Editori Riuniti, Roma 1992.
- Medi ambient i història in AA.VV., I.Historia i ecologia II. Crisi agrària i canvi social a Europa.1880-1913, Curial editicions catalanes, Barcellona1992.
- Breve storia dell'Italia meridionale dall'Ottocento a oggi, Donzelli, Roma 1993. Premio Nazionale Rhegium Julii per gli Studi meridionalistici[3]
- Las políticas ambientales: ¿qué pasado? Algunas reflexiones in  M. Gonzales de Molina, J. Martinez Alier (a cura di) Historia Y Ecologia, Ayer n.11,  Asociacion de Historia Contemporanea 1993.
- Uomini, lavoro, risorse in Lezioni sull'Italia repubblicana, Donzelli, Roma 1994.
- Questione meridionale in Stato dell'Italia (a cura di P. Ginsborg), Il Saggiatore, Milano 1994.
- Proposte per un laboratorio del mondo attuale in Meridiana n. 19, 1994.
- Natura e lavoro. Analisi e riflessioni intorno a un libro in Meridiana n. 20, 1994.
- Corsi e ricorsi della storiografia sul Mezzogiorno in P. Macry e A. Massafra (a cura di) Fra storia e storiografia. Studi in onore di Pasquale Villani, il Mulino Bologna 1994.
- Venezia e le acqua: una metafora planetaria, Donzelli, Roma 1995.
- Tra natura e storia: ambiente, economie, risorse in Italia, Donzelli, Roma 1996.
- Venise et l'eau, Liana Levi, Paris 1996.
- Vecchio e nuovo nella questione meridionale in Economia Italiana fasc. 2, 1996.
- New and old in the southern question in Modern Italy vol. 1, issue 2, 1996.
- Le bonifiche in I luoghi della memoria: simboli e miti dell'Italia unita (a cura di M. Isnenghi), Laterza, Roma-Bari 1996.
- Agricoltura in Dizionario storico dell'Italia unita (a cura di B. Bongiovanni e N. Tranfaglia), Laterza, Roma-Bari 1996.
- Latifondo in Enciclopedia delle scienze sociali vol. 5, Istituto della Enciclopedia Italiana, 1996.
- Introduzione a Radici storiche ed esperienza dell'intervento straordinario nel Mezzogiorno. Taormina, 18-19 novembre 1994 (a cura L. D'Antone), Bibliopolis, Roma 1996.
- Prefazione a H. Immler, Economia della natura: produzione e consumo nell'era ecologica, Donzelli, Roma 1996.
- La repubblica delle città. Conversazione con Antonio Bassolino di A. Becchi, P. Bevilacqua, C. Donzelli, Donzelli, Roma 1996.
- Sull'utilità della storia per l'avvenire delle nostre scuole, Donzelli, Roma 1997.
- A che serve la storia? L'insegnamento della storia nel mondo attuale, Facoltà di Giurisprudenza di Catanzaro, Catanzaro 1997.
- Il siglo planetario: periodizaciones para una historia del medio ambiente en el siglo XX in Noticiario de historia agraria. Boletìn informativo del seminario de historia agraria, n. 7/14, 1997.
- Il secolo planetario. Tempi e scansioni per una storia dell'ambiente in Novecento. I tempi della storia (a cura di C. Pavone), Donzelli, Roma 1997.
- Prefazione a P. Tino, Campania felice? Territorio e agricolture prima della grande trasformazione, Meridiana Libri, Catanzaro 1997.
- Lo sviluppo e i suoi limiti in AA.VV., Storia contemporanea, Donzelli Roma 1997.
- Stimolare una cultura della proposta in Ora locale n. 0, 1997.
- Tempi di lavoro e disoccupazione in Ora locale n. 1, 1997.
- Le  attività dell'Imes. Progetto di ricerca sullo spirito pubblico nel Mezzogiorno d'Italia in Meridiana n. 28, 1997.
- Venedig und das Wasser: Ein Gleichnis für unseren Planeten, Pandora, Frankfurt – New York 1998.
- Riformare il Sud in Meridiana n. 31, 1998.
- La storia e il Mezzogiorno nell'opera di Rossi-Doria in Meridiana n. 32, 1998.
- Miti, contromiti e vecchi merletti: sulle malattie infantili della storiografia politica italiana in Meridiana n. 33, 1998.
- La «storia economica» e l'economia in Storia economica d'Italia. 1. Interpretazioni, Laterza, Roma-Bari 1998.
- Una politica per il bosco  e per le acque in Cento idee per lo sviluppo. Schede di programma 2000-2006, Ministero del Tesoro, del Bilancio e della Programmazione economica, Roma 1998.
- L'identità dei tecnici tra stato e mercato in QA – La Riforma Agraria n. 75, 1999.
- Presentazione a M. Alcaro, Sull'identità meridionale: forme di cultura mediterranea, Bollati Boringhieri, Torino 1999.
- Gli ambienti e i Paesaggi in Calabria. Dal Pollino all'Aspromonte le spiagge dei due mari, le città, i borghi arroccati in V.Teti (a cura di), Guide d'Italia, Touring Club Italiano, 1999.
- L'agricoltura meridionale nel secondo dopoguerra in P. Bevilacqua, F. Bonelli, A. Rossi Doria e G. Crainz,  La fine dei contadini e l'industrializzazione in Italia, Rubbettino, Soveria Mannelli 1999.
- Ambiente e risorse nel Mezzogiorno contemporaneo (a cura di P. Bevilacqua e G. Corona), Meridiana libri, Corigliano Calabro 2000.
- Contexts and debates: Environmental intervention and water resource management in the history of the Mezzogiorno in Modern Italy n. 5, 2000.
- Il concetto di risorsa: significati e prospettive in Meridiana n. 37, 2000.
- Leopoldo Franchetti: il presidente delle origini in Per una storia dell'Associazione nazionale per gli interessi del Mezzogiorno (1910-2000): i presidenti (a cura dell'Associazione Nazionale per gli interessi del Mezzogiorno d'Italia), P. Lacaita, Manduria 2000.
- Prefazione a S. Butera, L'isola difficile. Sicilia e siciliani dai fasci al dopoguerra, Rubbettino, Soveria Mannelli 2000.
- Una nuova storia per il Sud in S. Pons (a cura di), Novecento italiano, Carocci, Roma 2000.
- Demetra e Clio: uomini e ambiente nella storia, Donzelli, Roma 2001.
- Società rurale e emigrazione in Storia dell'emigrazione italiana. 1. Partenze (a cura di P. Bevilacqua, A. De Clementi, E. Franzina), Donzelli, Roma 2001.
- Riduzione della biodiversità e omologazione del paesaggio agrario. Appunti di ricerca in AA.VV., La biodiversità nei paesaggi agrario e forestali. Atti del seminario IAED, 31 maggio-2 giugno 2001, Sarcuto, Palermo 2001.
- Storia della Calabria (a cura di P. Bevilacqua), Laterza, Roma-Bari 2001.
- Le trasformazioni ambientali e la nascita della questione ecologica in A.Vitale (a cura di), Il Novecento a scuola, Donzelli, Roma 2001.
- La mucca è savia: ragioni storiche della crisi alimentare europea, Donzelli, Roma 2002.
- Paesaggio italiano: nelle fotografie dell'Istituto Luce, Editori Riuniti – Istituto Luce, Roma 2002.
- Sicurezza alimentare e paradosso dell'eccedenza in Agricoltura Istituzioni Mercati fasc. 3, 2002.
- L'«osso» in Meridiana n. 44, 2002.
- L'uso della contemporaneità nella storia in I saperi nella scuola del futuro: atti del convegno regionale, Rende 24-26 novembre 1999 (a cura di A. Vitale), Rubbettino, Soveria Mannelli 2002.
- Bonifica in Dizionario del fascismo (a cura di V. De Grazia e S. Luzzatto) vol. 1, Einaudi, Torino 2002.
- Peter Kolchin's American South and the Italian Mezzogiorno: Some Questions about Comparative History in The American South and the Italian Mezzogiorno. Essays in Comparative History (edited by E. Dal Lago and R. Halpern), Palgrave, New York 2002.
- Storia dell'emigrazione italiana (a cura di P. Bevilacqua, A. De Clementi, E. Franzina) vol. 2. Arrivi, Donzelli, Roma 2002.
- Storia e ambiente in Italia in M.Armiero (a cura di), Alla ricerca della storia ambientale in Contemporanea: Rivista di storia dell'800 e del '900, n.1, 2002.
- Francis Chaboussou: come gli antiparassitari nutrono i parassiti in I frutti di Demetra. Bollettino di storia e ambiente numero unico, 2003.
- L’acqua e le trasformazioni ambientali nel Sud in V. Teti (a cura di), Storia dell'acqua: mondi materiali e universi simbolici, Donzelli, Roma 2003.
- Latifondo e Ruralismo in Dizionario del fascismo (a cura di V. De Grazia e S. Luzzatto) vol. 2, Einaudi, Torino 2003.
- Gli Ogm, il cancro e la fame nel mondo in I frutti di Demetra. Bollettino di storia e ambiente n. 1, 2004.
- Fatal harvest e la tragedia dell'agricoltura industriale in I frutti di Demetra. Bollettino di storia e ambiente n. 2, 2004.
- Bandiamo i diserbanti dalle nostre campagne in I frutti di Demetra. Bollettino di storia e ambiente n. 3, 2004.
- Il suolo: una storia sconosciuta in I frutti di Demetra. Bollettino di storia e ambiente n. 4, 2004.
- Prefazione a S. Luzzi, Salute e sanità nell'Italia repubblicana, Donzelli, Roma 2004.
- Presentazione a M. Armiero e S. Barca, Storia dell'ambiente. Una introduzione, Carocci, Roma 2004.
- Prefazione a N. Moe, Un paradiso abitato da diavoli: identità nazionale e immagini del Mezzogiorno, L'ancora del Mediterraneo, Napoli 2004.
- Postfazione a E. Crea, Immagini di persone in Calabria, Edizioni dell'Elefante, Roma 2004.
- Prometeo e l'aquila: dialogo sul dono del fuoco e i suoi dilemmi, Donzelli, Roma 2005.
- Ecologia del tempo. Note di storia ambientale in Contemporanea n. 8 (3), 2005.
- Lo scambio dei semi in I frutti di Demetra. Bollettino di storia e ambiente n. 6, 2005.
- I caratteri originali della storia ambientale italiana. Proposte di discussione in I frutti di Demetra. Bollettino di storia e ambiente n. 8, 2005.
- Sulla impopolarità della storia del territorio in Italia in Natura e Società: studi in memoria di Augusto Placanica (a cura di P. Bevilacqua e P. Tino), Meridiana Libri-Donzelli, Roma 2005.
- Per un catalogo del paesaggio agrario italiano in Paesaggio agrario. Una questione non risolta (a cura di A. Di Bene e L. D'Eusebio), Gangemi, Roma 2005.
- Pianificazione, ambiente, democrazia: un incontro fra saperi. Discussione fra M. Agnoletti, P. Bevilacqua, G. Corona, V. De Lucia, A. di Gennaro, M. Franzini, E. Salzano in Meridiana n. 52, 2005.
- Il Sessanto a Catanzaro. Intervista a Piero Bevilacqua, Biblioteca Comunale, L'alternativa, Catanzaro 2005.
- Territorio e paesaggio nella cultura italiana. Alcune riflessioni in L. Pisano (a cura di), Memoria, paesaggio, cultura. Itinerari italiani ed europei, Franco Angeli, Milano 2005.
- Lingua e appartenenza. Una piccola testimonianza in F. Sinopoli e S. Tatti (a cura di), I confini della scrittura. Il dispatrio nei testi letterari, Cosmo Iannone editore, Isernia 2005.
- Cadres mentaux, culture et rapports symboliques dans la société rurale du Mezzogiorno in E. Lynch (a cura di), Les campagnes dans les évolutions sociales et politiques en Europe, des années 1830 à la fin des années 1920: étude comparée de la France, de l'Allemagne, de l'Espagne et de l’Italie, Hachette, Paris 2005.
- La terra è finita: breve storia dell'ambiente, Laterza, Roma 2006.
- Per una nuova alleanza dei saperi in Scienze gastronomiche n. 0, 2006.
- Slow Food, l'agricoltura e l'ambiente in I frutti di Demetra. Bollettino di storia e ambiente n. 9, 2006.
- La fertilità della terra e l'agricoltura industriale. Il Testamento di Albert Howard in I frutti di Demetra. Bollettino di storia e ambiente n. 11, 2006.
- Cederna, la città e lo sfiguramento del territorio in I frutti di Demetra. Bollettino di storia e ambiente n. 12, 2006.
- Introduzione a V. De Lucia, Se questa è una città: la condizione urbana nell'Italia contemporanea, Donzelli, Roma 2006.
- Importanza della storia del territorio in Italia, in M.C. Gibelli e E. Salzano (a cura di) No sprawl, Alinea Editrice, Firenze 2006.
- Introduzione a A. De Marco, Luciano Romagnoli: il dirigente, il sindacato, i braccianti. Una storia esemplare, Fondazione Metes, Roma 2006.
- Prefazione a Democrazia e contadini in Italia nel XX secolo: il ruolo dei contadini nella formazione dell'Italia contemporanea (a cura A. Esposito), Robin, Roma 2006.
- La riforma agraria e la trasformazione del paesaggio in L.Thermes, O.Amaro, M.Tornatora, Il progetto dell'esistente. Permanenze e trasformazioni nei paesaggi di Cutro, Liriti,  Reggio Calabria 2006.
- L'utilità della storia: il passato e gli altri mondi possibili, Donzelli, Roma 2007.
- L'agricoltura attuale tra equilibrio ambientale e biotecnologie in Proposte e ricerche n. 58, 2007.
- Linee generali per la costituzione di un Catalogo del paesaggio agrario italiano in I frutti di Demetra. Bollettino di storia e ambiente n. 14, 2007.
- Un sapere cooperante per il governo dell'agricoltura sostenibile in Biotecnocrazia. Informazione scientifica, agricoltura, decisione politica (a cura di C. Modonesi, G. Tamino, I. Verga), Jaka Book, Milano 2007.
- Prefazione a G. Corona, I ragazzi del piano. Napoli e le ragioni dell'ambientalismo urbano, Donzelli, Roma 2007.
- Manlio Rossi Doria in AA. VV., I solchi. Colloqui in Biblioteca su alcuni protagonisti dell'agricoltura italiana, Agrisan, Roma 2007.
- Miseria dello sviluppo, Laterza, Roma 2008.
- Venezia e le acque (ed. giapponese), Iwanami Shoten, Tokyo 2008.
- Scienza e ambiente. Quel che spetta al Novecento in I frutti di Demetra. Bollettino di storia e ambiente n. 16, 2008.
- Bellezza del paesaggio e identità. Per una nuova estetica ed una nuova etica del paesaggio nella aree interne del Sud Italia, Atti del Convegno “La bellezza salverà il Mezzogiorno?”, Confindustria, 11 Luglio 2008.
- What is Global Environmental History? Conversation with P. Bevilacqua, G. Castro, R. Chakrabarti, K. du Pisani, J. R. McNeill, D. Worster (Edited by G. Corona) in Global Environment n. 2, 2008.
- I rifiuti e la metamorfosi dissipativa della natura in Meridiana n. 64, 2009.
- La storia agraria in Italia in Dimensioni e problemi della ricerca storica n. 1, 2009.
- Identità come consapevolezza di un'appartenenza in Bollettino di italianistica 6.1, 2009.
- La storia tra verità “discutibili” e mercato delle notizie in Giornale di storia, 19 maggio 2009.
- I caratteri originali dell'agricoltura italiana in La Cultura Italiana, vol.VI. Cibo, gioco, festa, moda (a cura di C. Petrini e U. Volli), Utet, Torino 2009.
- Il vento nella città, Prefazione di A. Asor Rosa, Donzelli, Roma 2010.
- Venice and the Water: A Model for Our Planet, Polar Bear & Company, Solon (USA) 2010.
- Il sapere storico, la natura, la politica in Historia Magistra n. 3, 2010.
- The distinctive character of Italian environmental history in Nature and History in Modern Italy (a cura di M. Armiero e M. Hall), Ohio University Press, Athens 2010.
- Le ragioni di un catalogo in Paesaggi rurali storici. Per un catalogo nazionale (a cura di M. Agnoletti), Laterza, Roma-Bari 2010.
- Venedig zwischen Land und Wasser in Wiederkehr der Landschaft (Hg. Donata Valentien), Akademie der Künste/Jovis, Berlin 2010.
- Prefazione a P. Tino, Le radici della vita. Storia della fertilità della terra nel Mezzogiorno (secoli XIX-XX), XL edizioni, Roma 2010.
- La natura non regge il capitale. Sulla sostenibilità dello sviluppo in R. Bufalo, G. Cantarano, P. Colonnello (a cura di). Natura Storia Società. Studi in onore di Mario Alcaro, Mimesis, Milano-Udine 2010.
- Il grande saccheggio: l'età del capitalismo distruttivo, Laterza, Roma-Bari 2011.
- Agriculture, Health, Environment. Interview by Idamaria Fosco in Global Environment n. 7-8, 2011.
- Novecento diviso: tra riduzionismo tecnico-scientifico e sapere delle connessioni in Atti del 1° Colloquium Internazionale Cirpit, Napoli 2-3 dicembre 2010. Cirpit Review n. 2, 2011.
- La nouvelle vague del federalismo italiano: interventi di P. Bevilacqua, G. Berta, M. Salvati (a cura di S. Soldani) in Passato e presente n. 83, 2011.
- Prefazione a D. Verrastro, La terra inespugnabile: un bilancio della legge speciale per la Basilicata tra contesto locale e dinamiche nazionali (1904-1924), Il Mulino, Bologna 2011.
- Prefazione a R. Bruno, Breve storia del sindacato in Italia: lavoro, conflitto ed emancipazione, Ediesse, Roma 2011.
- Prefazione a M. Nucifora, Il paesaggio della storia. Patrimonio, identità, territorio nella Sicilia sud orientale, Bonanno, Roma 2011.
- A che serve la storia? I saperi umanistici alla prova della modernità (a cura di P. Bevilacqua), Donzelli, Roma 2011.
- A Milano non c'è il mare in Ariel. Semestrale di drammaturgia dell'Istituto di Studi Pirandelliani e sul Teatro Contemporaneo n. 2, luglio-dicembre 2011.
- Elogio della radicalità, Laterza, Roma-Bari 2012.
- Nuovi saperi per una società sostenibile in Sviluppo e ambiente. Contributi per una nuova stagione di ricerca (a cura di L. Scalisi e R. Bruno), Sciascia, Caltanissetta 2012.
- La questione territoriale in Italia in Il territorio bene comune (a cura di A. Magnaghi), Firenze University Press, Firenze 2012.
- La sfida di Barca in Il triangolo rotto. Partiti, società e Stato (a cura di F. Barca e P. Ignazi), Laterza, Roma-Bari 2012.
- Il lavoro sotto scacco e le retoriche della libertà in Pensare la sinistra tra equità e libertà (a cura di P. Reichlin e A. Rustichini), Laterza, Roma-Bari 2012.
- Teatri e dialetti, Bulzoni, Roma 2013.
- La “lotta di classe” contro la gioventù - Una nuova frattura tra le generazioni in Alfabeta2 n. 29, 2013.
- Il suolo: economia e storia in Il mondo a metà. Studi storici sul territorio e l'ambiente in onore di Giuliana Biagioli (a cura di R. Pazzagli), ETS, Pisa 2013.
- Una nuova agricoltura per le aree interne in Scienze del territorio n. 1, 2013.
- Il paese Italia e la camicia stretta della nazione in Dimensioni e problemi della ricerca storica. Per Ferdinando Cordova n. 1, 2013.
- Perché il numero chiuso è illiberale in Il Protagora n. 19/1, 2013.
- La Historia entre verdedas “discutibles”y mercado de las noticias in Zibaldone Estudios italianos,  Universitat de Valencia,  2013.
- Gli insegnamenti di mezzo secolo in Per Alberto Asor Rosa, Bollettino di italianistica 10.2, 2013.
- Marche, Umbria, Lazio, Abruzzo, Molise in Italian Historical Rural Landscape (a cura di M. Agnoletti), Springer, Netherlands, 2013.
- Roma tra degrado pubblico e infelicità privata in Historia Magistra n.12, 2013
- Pier Paolo Pasolini. L'insensata modernità, Jaka Book, Milano 2014.
- Dalle lotte per la terra al saccheggio della terra in Agricoltura Istituzioni Mercati fasc. 2-3, 2014.
- Prefazione a Caro compagno. L'epistolario di Fausto Gullo (a cura di O. Greco), Guida, Napoli 2014.
- Prefazione a T. Perna, Monete locali e moneta globale. La rivoluzione monetaria del XXI secolo, Altreconomia, Milano 2014.
- Prefazione a G. Pagano, Non come tutti. Scritti controcorrente 2007-2014, Edizioni Cinque Terre, La Spezia 2014.
- Prefazione a L. Marchetti, La fiaba, la natura, la matria, Il nuovo Melangolo, Genova 2014.
- Sant'Angelo e dintorni in Carlo Maria Elia, Sergio  Ferraro, Bonaventura Zumpano (a cura di) Catanzaro in bianco e nero, Edizione Istante, Catanzaro 2014.
- Generazioni perdute in Historia Magistra n.15, 2014.
- Prefazione a L. Bianco, Emigrare dal Marocco. Squilibri socio-ambientali ed esodo da un polo minerario. (Khouribga)1921-2013, Rubbettino, Soveria Mannelli 2015.
- Prefazione a D. Macor, Luciana Viviani. Tra passione politica e ironia, Edizioni Nuova Cultura, Roma 2015.
- La città. Un ecosistema di beni comuni in Scienze del territorio, University Press, Firenze 2015.
- Lezione magistrale in L. D'Antone e M. Petrusewicz (a cura di) La storia, le trasformazioni. Piero Bevilacqua e la critica del presente, Donzelli, Roma 2015.
- La natura violata disvela beni comuni in Glocale - Rivista molisana di storia e scienza sociali n.9/10, 2015.
- Una nuova agricoltura delle aree interne in B. Meloni (a cura di), Aree interne e progetti d’area, Rosenberg e Sellier, Torino 2015.
- L'immigrazione da minaccia a progetto sociale in Alternative per il Socialismo, n. 38, dicembre 2015-gennaio 2016.
- L’agricoltura italiana tra biodiversità e cucine locali: una lettura di lungo periodo. Incontro con Piero Bevilacqua in (a cura di) Cinzia Capalbo, Rises Ricerche di Storia Economica e Sociale, 2015, fasc. 1-2.
- Giordano, Jaca Book, Milano 2016.
- L'ecosistema urbano in I. Agostini e P. Bevilacqua (a cura di), Viaggio in Italia. Le città nel trentennio neoliberista, Postfazione di P. Berdini, Manifestolibri, Roma 2016.
- La crescita è la priorità in AA. VV., Il pregiudizio universale. Un catalogo d'autore di pregiudizi e luoghi comuni, Laterza, Roma-Bari 2016.
- La storiografia marxista tra analisi critica e passione politica in P. Favilli, Il marxismo e le sue storie, F. Angeli, Milano 2016.
- 10 domande sulla storia dell'ambiente a Piero Bevilacqua in Il bollettino di Clio n.6, 2016.
- La questione meridionale nell'analisi dei meridionalisti in Sabino Cassese (a cura di), Lezioni sul meridionalismo. Nord e Sud nella storia d'Italia, Il Mulino, Bologna 2016.
- Un capitalismo fondato sul debito in Antonio De Lellis (a cura di), Il muro invisibile. Come demolire la narrazione del debito, Bordeaux, Roma 2016.
- La storia alla prova del territorio con R. Pazzagli, G. Biagioli, S. Russo in Scienze del Territorio, University Press, Firenze 2017.
- Felicità d'Italia. Paesaggio, arte, musica, cibo, Laterza, Roma Bari 2017.
- Viaggio in Italia. Catanzaro, Il Mulino, Bologna 2017.
- Il suolo agricolo: prospettive economiche, sociali e ambientali in I. Agostini (a cura di), Consumo di luogo. Neoliberismo nel disegno di legge urbanistica dell'Emilia-Romagna, Pendrangon, Bologna 2017.
- Prefazione a G. E. Agosteo, La rivoluzione di Bacco a cavallo dell’Unità d’Italia: storia della viticoltura italiana all’incontro coi parassiti d’oltreoceano, Aracne,  Canterano 2017.
- Prefazione a S. Righetti, La ragione ecologica. Saggi intorno all’etica dello spazio, Mucchi, Modena 2017.
- Prefazione a I. Agostini E. Scandurra, Splendori e miseria dell'urbanistica, Derive/Approdi, Roma 2018.
- La “fabbrica d’uomini” per l’economia delle pianure. Una “analisi” delle aree interne - Relazione presentata al convegno Le aree interne e la coesione territoriale organizzato a Roma dal Ministero per la coesione territoriale il 14.12.2012 in Il Quadrante. Associazione per lo sviluppo delle imprese nelle aree del Sud, 18 luglio 2018.
- Sul confine. Sette storie possibili, Castelvecchi, Roma 2018.
- Il sole di Tommaso, Castelvecchi, Roma 2018.
- Ecologia del tempo, Castelvecchi, Roma 2018.
- Il cibo e la terra, Donzelli, Roma 2018.
- La scuola e le tendenze attuali del capitalismo  in P. Bevilacqua (a cura di) Aprire le porte. Per una scuola democratica e cooperativa, Castelvecchi, Roma 2018.
- Il volo e il labirinto, Castelvecchi, Roma 2019.
- Prefazione a U. Ursetta, La Calabria che non si arrende. Storie speciali di persone normali, Pellegrini, Cosenza, 2019.
- La terra è finita: intervista a Piero Bevilacqua in (a cura di) N.Serri, Civiltà delle Macchine, n.2, 2019.
- Lettere da un altro tempo, Castelvecchi, Roma 2020.
- Introduzione a Giuseppe Aragano e Anna Angelucci, Le mani sulla scuola. La crisi della libertà di insegnare e imparare, Castelvecchi, Roma 2020.
- Baruch l'infernale. Spinoza e la libertà degli eguali, Castelvecchi, Roma 2020.
- Lettera ai cittadini di Catanzaro in Infiniti mondi n.15-16, 2020.
- I colori della Calabria in Infiniti mondi, dicembre 2020.
- La bellezza morale delle Madri in P. Mascitti e L. Pacelli (a cura di) Sonia Bellezza. L'arte nella materia, Rubbettino, Soveria Mannelli 2020.
- Proposte per una Casa delle Scienze Umane in P. Bevilacqua ed E. Scandurra (a cura di), Roma:un progetto per la capitale, Castelvecchi, Roma 2021.
- Storia dell'ambiente e didattica della storia. Intervista a Piero Bevilacqua in Dire, fare, insegnare, 20 maggio 2021.
- Un diritto di cittadinanza in F. Chiarotto e A. D'Orsi (a cura di), Il diritto alla storia. Saggi, testimonianze, documenti per “Historia Magistra”, Accademia University Press, Torino 2021.
- La moderna radicalità della fratellanza in Infiniti mondi, 2021, n. 17.
- Transizione ecologica, una rivoluzione possibile in ECO. L'educazione sostenibile, 2021, n. 2.
- Ulisse in giro per Roma, Castelvecchi, Roma 2021.
- llustri fantasmi nel castello di Tocqueville, Castelvecchi, Roma 2021.
- Cura e Introduzione a Francesca Prestia, Storia di  lotte e di anarchia in Calabria (con una ricerca musicale), Donzelli, Roma 2021.
- I migranti rubano il lavoro agli italiani e Prefazione a Tiziana Drago e Enzo Scandurra (a cura di), Contronarrazioni. Per una critica sociale delle narrazioni tossiche, Castelvecchi, Roma 2021.
- Lunga vita alla non violenza in Left n. 46, 2021.
- Il Sud di fronte al riscaldamento climatico: rischi e opportunità in Su la testa n. 7, 2021.
- Agricoltura biodinamica: qualche risposta alla Cattaneo in Micromega 8 giugno 2021.
- Risposte alla scienza vecchia della senatrice Cattaneo in The post internazionale, 13 luglio 2021.
- Una rivoluzione passiva votata al fallimento in Critica marxista, Settembre-dicembre 2021.
- La città delle ombre perdute, Castelvecchi, Roma 2022.
- Un nuovo corso politico per un fisco equo in P. Bevilacqua (a cura di) Tax the rich. La riforma del fisco per la rinascita del welfare italiano, Left, Roma 2022.
- Perché la Costituzione della Terra di Luigi Ferrajoli non è un'utopia in Left n.16, 2022.
- Una casa in fronte lago, Castelvecchi, Roma 2022.
- Prefazione a E. Benelli, Uomini, terra, cibo. Il lungo cammino dell'agricoltura, Castelvecchi, Roma, 2022.
- Introduzione a E.M.Watson, La rivoluzione agricola araba, Slow Food Editore, Bra 2022.
- Prefazione a F. Blandi, Recordàri. Tornare al cuore, Navarra Editore, Palermo 2022.
- Prefazione a Produrre cibo negli ecosistemi moderando il clima in T. Drago ed E. Scandurra  (a cura di) Cambiamento o catastrofe? La specie umana al bivio, Castelvecchi, Roma 2022.
- Un paesaggio di relitti, di resistenze, di opportunità in  G. Bonini e R. Pazzagli, Il paesaggio delle aree interne, Edizioni Istituto Cervi, Gattatico 2022.
- Dialoghi d'altura. Leopardi e Gramsci in una baita di montagna, Castelvecchi, Roma 2022.
- Origini e sviluppi dell'agricoltura biodinamica in S. Masini (a cura di) Biodinamica. Stregoneria o agroecologia? Introduzione di C. Petrini, Slow Food, Bra 2022.
- Un’agricoltura per l futuro della Terra. Il sistema di produzione del cibo come paradigma di una nuova era, Slow Food, Bra 2022.
- Collocare i “borghi” nel loro territorio in Economia della cultura n. 1, 2022.
- Prefazione a G. Nappi, Frammenti di storia delle civiltà del grano e del pane nel Mediterraneo, Infiniti Mondi 2023 in Left, 4 aprile 2023.
- Conversazione con Piero Bevilacqua, in Angelo S. Angeloni, Conversazione sulla storia. Incontri con Piero Bevilacqua, Lucio Villari, Franco Ferrarotti, Armando Editore, Roma 2023.
- Ma come siamo arrivati sin qui? in P.G. Ardeni e S. Bonaga (a cura) Oltre l’impotenza della politica: i partiti, i corpi intermedi e l’isocrazia della cittadinanza attiva, Castelvecchi, Roma 2023.
- La più grave e ignorata questione ambientale italiana in Professione docente maggio 2023.
- La guerra in Ucraina: tappa di un fallimento globale in Historia Magistra n.41, 2023.
- Perduti nel bosco, Castelvecchi, Roma 2023.
- Prefazione ad A. Berton, La storia del biologico. Una grande avventura, Jaca Book, Milano 2023.
- Pasolini ou la modernité insensée. Preface de Serge Latouche, Libre & Solidaire, Paris 2023.
- Prefazione a A. Scasselati Sforzolini, Il suprematismo bianco. Alle radici di economia, cultura, ideologia della società occidentale, Derive Approdi, Bologna 2023.
- L'Italia impoverita avanguardia dell'economia del debito in MicroMega 27 dicembre 2023.
- Prefazione a R. Biasillo, Una storia ambientale delle Paludi pontine.Terracina dall'Unità alla bonifica integrale (1871-1928), Viella,  Roma 2023.
- Una lunga amicizia e un sodalizio storiografico e culturale in A. Blando, V. Coco, M. Di Figlia, M. Patti, C. Verri (a cura di) Altre modernità. Salvatore Lupo e la storia dell'Italia contemporanea, Donzelli, Roma 2023.
- Stampa di guerra in Historia Magistra n.43, 2023.
- La storia dell’ambiente al servizio delle politiche territoriali  in F. Barbera e P. Luongo (a cura di), L'economia, la politica, i luoghi. Scritti per Fabrizio Barca, Donzelli, Roma 2024.
- Contagina. Dove tutto ebbe inizio, Castelvecchi, Roma 2024.
- Discorsi d'osteria. Machiavelli e Guicciardini affacciati sul caos, Castelvecchi, Roma 2024.
- La fiaba, la storia, il paesaggio in M. Bray e L. Marchetti (a cura di), La fiaba come cifra dell'identità europea, Treccani, Roma 2024.
- Seguritad alimentaria y agricultura. Una alternativa frente a la crisi global, Palestra Europa, Madrid-Lima 2024.
- La guerra mondiale a pezzi e la disfatta dell'Unione Europea, Castelvecchi, Roma 2025.

## Recensioni
- F. Cazzola, Storia dell'agricoltura italiana in età contemporanea vol. I Spazi e paesaggi, Marsilio, Venezia 1989 in La Questione agraria n. 38, 1990, pp. 245-250.  Traduzione spagnola in Agricultura y Sociedad n. 59, abril-junio 1991, pp. 287-292.
- Schatten über der Lagune, Frankfurt Allgemeine, 21 aprile 1989.
- F. Erbani, Chi ha ucciso la storia, La Repubblica, 27 ottobre 1997.
- G. Federico, La mucca è savia. Ragioni storiche della crisi alimentare europea, Società Italiana per lo studio della storia contemporanea (SISSCO). Recensioni annali 2002.
- L. Piccioni, La mucca è savia. Ragioni storiche della crisi alimentare europea, Società e storia, 1 gennaio 2004.
- Se il paesaggio ha un senso,  Il Sole 24 ore, 14 settembre 2006.
- La terra è finita. Morte annunciata in tante storie, Gazzetta del Mezzogiorno, 14 ottobre 2006.
- C. Augias, Il grande saccheggio. Perché finita la crisi, l'Italia dovrebbe cambiare vita, Venerdì di Repubblica, 18 febbraio 2011.
- P. Bonelli, Il grande saccheggio dei beni comuni, Terra, 3 giugno 2011.
- S. Luzzi, Piero Bevilacqua, Il grande saccheggio. L'età del capitalismo distruttivo, Officina della storia n. 12, 2011.
- L. De Michelis, Il grande saccheggio. In teoria liberisti, in pratica pirati, La Stampa, 2 aprile 2011.
- C. Margiotta, Il grande saccheggio, la grande rapina dei beni comuni, Il Manifesto, 28 aprile 2011.
- F. Erbani, Elogio della radicalità. Prendersi cura del mondo, La Repubblica, 20 Marzo 2012.
- L. De Michelis, Elogio della radicalità. Nella lotta di classe i ricchi si travestono da Robin Hood, La Stampa, 7 aprile 2012.
- F. Romanetti, Il ritorno degli intransigenti sull'onda  della crisi, Il Mattino, 16 aprile 2012.
- L. Mastrantonio, Elogio della radicalità. Radicalismo liquido, La Lettura - Corriere della sera, 22 aprile 2012.
- B. Borromeo, Elogio della radicalità. “Controlliamo i politici con il web”, Il Fatto quotidiano, 2 ottobre 2012.
- A. D'Orsi, Il grande saccheggio. La turbo crisi del capitalismo, Il Fatto quotidiano, 8 dicembre 2012.
- L. Petrocelli, Elogio della radicalità. Qualcuno covò un'idea parassita della sinistra, Gazzetta del Mezzogiorno, 11 aprile 2014.
- N. De Pas, Pier Paolo Pasolini e la decrescita, Panorama, 26 novembre 2014.
- M. Bonanno, Pasolini. L'insensata modernità, SoloLibri.Net, 1 dicembre 2014.
- A. Belardinelli, Pasolini che a Marx oppone “la forza del passato”,  Avvenire.it, 19 dicembre 2014.
- P. Baroni, Pasolini. Il padre della decrescita, Corriere della Sera, 19 gennaio 2015.
- E. Scandurra, Il poeta del disincanto, Il Manifesto, 20 febbraio 2015.
- L. Marchetti, Bruno, la furia e il tormento di pensare l'infinito, Il Manifesto, 26 luglio 2016.
- C. Stajano, I volti perduti della felicità, Corriere della Sera, 22 febbraio 2017.
- T. Marrone, Il  Bel paese? Arte, cibo e cantanapoli, Il Mattino, 6 marzo 2017.
- E. Reguitti, Non produciamo più bellezza e siamo infelici, Il Fatto quotidiano, 22 marzo 2017.
- A. Santagata, Spazi sottratti al dominio di un neoliberismo vorace, Il Manifesto, 22 marzo 2017.
- G. Cantarano, Per una politica della bellezza, L'Unità, 25 marzo 2017.
- G. De Paola, La misura del Sole contro la tirannide, sofismi, ipocrisia, Il Manifesto, 6 settembre 2018.
- I. Agostini, Felicità parola proibita. Piero Bevilacqua. ”Felicità d'Italia. Paesaggio, arte, musica, cibo”, Scienze del territorio n.7, 2018.
- G. Viale, Se campi e animali sono preda dell'industria, Il Manifesto, 20 dicembre 2018.
- L. Castellina, Quando l'orologio non è sincrono, Il Manifesto, 7 febbraio 2019.
- T. Drago, Guerra e iniquità nello specchio del mondo classico, Il Manifesto, 2 dicembre 2019.
- P. di Lena, Il tempo della svolta, Forche caudine, 13 aprile  2020.
- G. Ferrara, Un racconto teatrale sulla natura demoniaca del potere, Il Manifesto, 7 agosto 2020.
- L. Marzi, Un diario che arriva da lontano a interrogare il nostro tempo, Il Manifesto, 20 agosto 2020.
- G. Brione, La terra è finita, Clio’92, 6 dicembre 2020.
- F. La Porta, “Anvedi”. Ulisse un po' ragazzo di vita un po' flaneur, Repubblica 3 maggio 2021.
- F. La Porta, Tocqueville e i suoi fantasmi: una lezione di filosofia, Il Riformista 16  settembre 2021.
- L. La Porta, Un simposio capace di suggestioni politiche serrate, Il Manifesto 17 novembre 2021.
- G. Santoro, La peregrinazione spaesante di Arturo, manovale di Tor Bellamonica, Il Manifesto 26 novembre 2021.
- A. Mastrandrea, Il capitalismo sfruttatore e la rivoluzione agricola, L'extraterrestre-Il Manifesto 22 giugno 2023.
- C.  Scaffidi, Un'agricoltura per il futuro della terra, Demeter Italia, 28 agosto 2023.
- G. Candido e F. Santopolo, Un'alternativa per non esaurire la natura, Professione docente settembre 2023.
- M. Cianca, Il ghigno di Contagina, Diario del lavoro, 24 gennaio 2024.
- P. Ippolito Armino, Contagina. Un esperimento narrativo, Il Manifesto, 14 febbraio 2024.
- R. Bertuzzi, Aprire gli occhi: non è mai troppo tardi, Professione docente, maggio 2024.
- G. Dotti, Sul caos del presente due grandi si confrontano, concordi e discordi, Professione docente, settembre 2024.
- G. Valentini, L'imperio d'America che pure Machiavelli spiega a Guicciardini, Il Fatto quotidiano, 26 novembre 2024.
- G. Valentini, Un nuovo linguaggio per liberare dallo strapotere USA, Il Fatto quotidiano, 1 marzo 2025.
- G. Monestarolo, Il realismo appassionato di Piero Bevilacqua, La bottega del Barbieri, 14 marzo 2025.
- P. Ippolito Armino, La disfatta dell'Europa, Left, 18 marzo 2025.
- A. Scassellati, I pezzi della  guerra mondiale nel libro di Piero Bevilacqua, Transform Italia, 9 aprile 2025.
- G. Carosotti, L'attualità tra storia e disinformazione. Una riflessione anche per noi docenti, Professione docente, maggio 2025.